# Rover 600-serie
Rover 600 var en serie af store mellemklassebiler fremstillet af den britiske bilfabrikant Rover, og introduceret i april 1993.

## Design og teknik
Bilens ydre var designet af Rover og baseret på den europæiske Honda Accord, og også bygget i Storbritannien af Honda i Swindon. Den grundlæggende struktur og det meste af teknikken var leveret af Honda og begge bilerne blev designet på samme tidspunkt, med en lille gruppe fra Rover ved siden af i Japan. Farver og indtræk var dog forskellige for at adskille Rover og Honda i markedsføringen. De firecylindrede 1,8-, 2,0- og 2,3-litersmotorer var alle leveret af Honda. Dog var turbodieselmotoren på 2,0 liter fra L-serien og turbobenzinmotoren udviklet af Rover selv, og videreudviklinger af disse motorer fandt vej til resten af Rovers modelprogram.
600-seriens kabine var udstyret med træ- og kromapplikationer samt et relativt højt udstyrsniveau, selv om benpladsen bagi blev kritiseret. Interiøret var magen til den japanskbyggede Honda Ascot Innova, med undtagelse af nogle få kosmetiske modifikationer.
Den Honda-udviklede platform gav komfortable men usportslige køreegenskaber. Med tanke på Roverens udstyr var priserne relativt konkurrencedygtige i klassen af store mellemklassebiler og lavere end prisen for andre kompakte luksusbiler såsom BMW 3-serien og Audi A4.

## Versioner og udstyr
600-serien  fandtes i følgende versioner:
- 618i
- 618 Si
- 620i
- 620 Si
- 620 SLi
- 620 GSi
- 623 SLi
- 623 GSi
- 623 iS
- 620ti
- 620 Di
- 620 SDi
- 620 SLDi
- 620 GSDi

Modellerne var navngivet efter motorens slagvolume. 618-modellerne havde 1,8-litersmotorer, 620 2,0 og 623 2,3. Med undtagelse af T-serie 620ti, var samtlige benzinmotorer leveret af Honda, og alle dieselversioner havde L-serie motorer. K-motoren blev ikke benyttet i 600.
600-serien fandtes i flere forskellige udstyrsniveauer. Samtlige versioner havde som standardudstyr servostyring, el-ruder foran, fjernbetjent centrallåsesystem med alarm og startspærre, og tonede ruder. Si havde derudover splitbagsæde og soltag. SLi-udstyret tilføjede el-ruder bagi og dørbeklædninger i imiteret træ. GSi-modeller havde 15" alufælge og fuldt læderudstyr. Fra 1994 havde samtlige versioner airbag i førersiden, og fra 1996 også i passagersiden. 623iS havde halvt læderudstyr og en lille spoiler på bagklappen. ti havde seksegede 16" alufælge, "Torsen"-gearkasse og halvt, mørkt læderudstyr.
S- og SD-modellerne havde udstyr fra 620ti, med de samme seksegede 16" alufælge og halvt læderudstyr. L- og LD-modellerne havde syvegede 15" alufælge og fuldt læderudstyr svarende til GSi-versionerne.

## Modelændringer
Serien blev faceliftet to gange. De første ændringer kom i 1996 og omfattede en let modificeret kabine med en polstret armlæn foran og separate nakkestøtter bagi, 15" hjul på samtlige versioner med undtagelse af ti, højtplaceret stoplys, nyt alarm- og startspærresystem (alarmen skiftede fra en infrarød til en radiostyret fjernbetjening, og tændingsnøglen blev en transpondernøgle som startspærren ikke kunne deaktiveres uden), kopholdere i fordørene, elektrisk lyshøjderegulator og alle modeller fra Si og opefter fik aircondition og 15" alufælge. Samtidig skiftede T-motoren tændingssystem fra strømfordeler til "wasted spark". Alle versioner hed fra da af blot "600", uden specificering af motorstørrelsen i modelbetegnelsen.
De sidste modifikationer fulgte i 1997, lidt over et år senere, hvor samtlige versioner fik lidt lavere affjedring (~10 mm) og sidelister, dørhåndtag og sidespejlshuse i samme farve som resten af bilen.
Efter seks år udgik Rover 600 af produktion i juni 1999. Modellen blev herefter afløst af den retrodesignede Rover 75 udviklet under ledelse af BMW. 75 afløste også den større 800-serie. Endnu seks år senere, i 2005, gik fabrikken konkurs hvorefter navnet Rover ikke længere blev anvendt på nye biler.

## Tekniske data
|                                                | 618 i/Si            | 620 i               | 620 Si                          | 620 ti                    | 623 Si                          | 620 Di/SDi                |
| Byggeår                                        | 1996−1999           | 1993−1996           | 1993−1999                       | 1994−1999                 | 1993−1999                       | 1996−1999                 |
| Motordata                                      |                     |                     |                                 |                           |                                 |                           |
| Motorfabrikat                                  | Honda               | Honda               | Honda                           | Rover                     | Honda                           | Rover                     |
| Motorkode                                      | F18A3               | F20Z2               | F20Z1                           | 20T4G                     | H23A3                           | 20T2N                     |
| Motortype                                      | R4-benzinmotor      | R4-benzinmotor      | R4-benzinmotor                  | R4-benzinmotor            | R4-benzinmotor                  | R4-dieselmotor            |
| Antal ventiler pr. cylinder                    | 4                   | 4                   | 4                               | 4                         | 4                               | 2                         |
| Ventilstyring                                  | OHC, tandrem        | OHC, tandrem        | OHC, tandrem                    | DOHC, tandrem             | DOHC, tandrem                   | OHC, tandrem              |
| Fødesystem                                     | Multipoint          | Multipoint          | Multipoint                      | Multipoint                | Multipoint                      | Direkte                   |
| Trykladning                                    | –                   | –                   | –                               | Turbolader, ladeluftkøler | –                               | Turbolader, ladeluftkøler |
| Køling                                         | Vandkøling          | Vandkøling          | Vandkøling                      | Vandkøling                | Vandkøling                      | Vandkøling                |
| Boring × slaglængde                            | 85,0 × 81,5 mm      | 85,0 × 88,0 mm      | 85,0 × 88,0 mm                  | 84,5 × 89,0 mm            | 87,0 × 95,0 mm                  | 84,5 × 88,9 mm            |
| Slagvolume                                     | 1850 cm³            | 1997 cm³            | 1997 cm³                        | 1994 cm³                  | 2259 cm³                        | 1994 cm³                  |
| Kompressionsforhold                            | 9,0:1               | 9,0:1               | 9,5:1                           | 8,5:1                     | 9,8:1                           | 19,5:1                    |
| Maks. effekt ved omdr./min.                    | 85 kW (115 hk) 5500 | 85 kW (115 hk) 5300 | 96 kW (130 hk) 5400             | 147 kW (200 hk) 6000      | 116 kW (158 hk) 5800            | 77 kW (105 hk) 4200       |
| Maks. drejningsmoment ved omdr./min.           | 158 Nm 4200         | 172 Nm 4200         | 178 Nm 4800                     | 240 Nm 2100               | 206 Nm 4500                     | 210 Nm 2000               |
| Kraftoverførsel                                |                     |                     |                                 |                           |                                 |                           |
| Drivende hjul                                  | Forhjul             | Forhjul             | Forhjul                         | Forhjul                   | Forhjul                         | Forhjul                   |
| Gearkasse (standardudstyr)                     | 5-trins manuel      | 5-trins manuel      | 5-trins manuel                  | 5-trins manuel            | 5-trins manuel                  | 5-trins manuel            |
| Gearkasse (ekstraudstyr)                       | –                   | –                   | 4-trins automatisk              | –                         | 4-trins automatisk              | –                         |
| Præstationer                                   |                     |                     |                                 |                           |                                 |                           |
| Topfart                                        | 195 km/t            | 198 km/t            | 201 km/t                        | 230 km/t                  | 216 km/t                        | 185 km/t                  |
| Acceleration 0-100 km/t                        | 11,3 sek.           | 10,8 sek.           | 10,2 sek. (12,0 sek.)           | 7,5 sek.                  | 8,6 sek. (10,2 sek.)            | 11,6 sek.                 |
| Brændstofforbrug pr. 100 km ved blandet kørsel | 8,1 liter Blyfri 95 | 8,0 liter Blyfri 95 | 8,3 liter (8,5 liter) Blyfri 95 | 7,9 liter Blyfri 95       | 8,6 liter (8,7 liter) Blyfri 95 | 5,8 liter Diesel          |

1. ↑  Værdier i parentes gælder for versioner med automatgear

Versionerne med benzinmotor er af fabrikanten ikke godkendt til brug med E10-brændstof.